# Western Addiction
Western Addiction is een Amerikaanse punkband uit San Francisco. De meeste leden van de band hebben al in andere punkbands gespeeld en een paar leden werken bij het label Fat Wreck Chords, waar de band platen bij uit laat brengen. Western Addiction heeft al enkele keren door Europa en de Verenigde Staten getoerd. Op 10 maart 2017 werd, 12 jaar na de uitgave van het debuutalbum, het tweede studioalbum Tremulous uitgegeven.
De band is vernoemd naar Western Addition, een buurt van San Francisco.

## Leden
- Jason Hall - zang, gitaar
- Ken Yamazaki - gitaar
- Tony Teixeira - basgitaar, zang
- Chad Williams - drums

Ex-leden
- Tyson "Chicken" Annicharico - basgitaar, zang
- Sam Johnson - basgitaar, zang

## Discografie
Studioalbums
- Cognicide (2005)
- Tremulous (2017)
- Frail Bray (2020)

Singles en ep's
- Remember to Dismember (2003)
- New Mexican Disaster Squad/Western Addiction (2004)
- Pines (2013)
- I’m Not the Man That I Thought I’d Be (2015)
- Euro Tour E.P. (2015)